# Rörö
Rörö é uma ilha do Estreito do Categate, pertencente ao Arquipélago do Norte de Gotemburgo.
Faz parte do município de Öckerö,
situado na província de Bohuslän.
É a ilha mais a norte do arquipélago, distando uns 10 km da ilha de Öckerö.
Tem 244 habitantes (2018) e uma área de 53 quilômetros quadrados.
A atividade económica dominante é a pesca.
Está ligada por "ferryboat" à ilha de Hälsö, a qual tem ligação por estrada à ilha de Hönö, e esta por "ferryboat" a Lilla Varholmen, na terra firme.

## Etimologia
O nome geográfico Rörö está registado em 1528 como Rørøø. É provavelmente composto por  rör (canavial) e ö (ilha).
Parece ter sido colonizada no início do século XIII, por ordem do rei norueguês Haquino IV. Uma parte da costa da ilha ainda se chama "Porto de Haquino" (Håkanshamn) e umas ruínas de casas antigas têm o nome de "Casa de Haquino" (Håkanshytta).